# Münzing Chemie
Die Münzing Chemie GmbH ist ein seit 1830 bestehendes, familiengeführtes Chemie-Unternehmen in Heilbronn. Dem Unternehmensgründer und Namensgeber Friedrich Michael Münzing gelang als erstem Württemberger die synthetische Reproduktion von Schwefelsäure. Heute ist das Unternehmen ein weltweit agierender Hersteller von Additiven.

## Geschichte

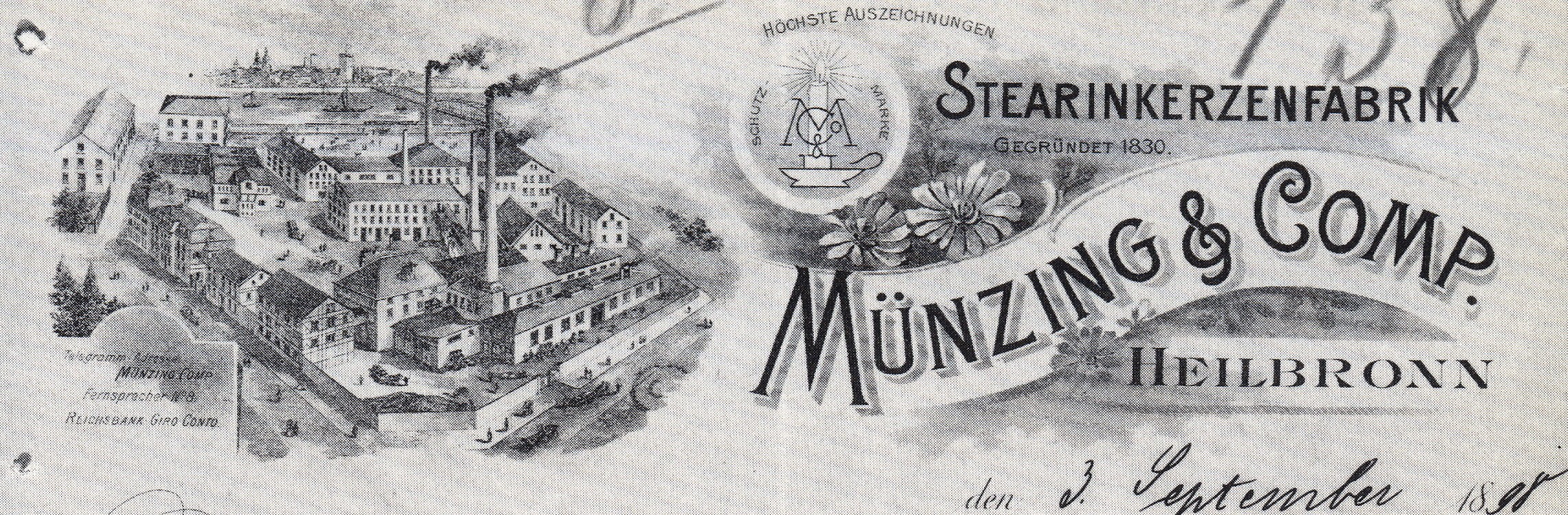
Stearinkerzenfabrik Münzing auf einem Briefkopf von 1898

Das Unternehmen wurde im Jahre 1830 von Friedrich Michael Münzing (1807–1879) in der Heilbronner Badstraße/Frankfurter Straße als Schwefelsäurefabrik gegründet. Es war die erste Fabrik in Württemberg, die Schwefelsäure synthetisch nach dem Bleikammerverfahren herzustellen vermochte. Gründer Münzing hatte für seine Synthese einen Staatspreis in Höhe von 5.000 Gulden erhalten und mit diesem Geld die Fabrik erbaut.
Die Produktion wurde 1831 um Seife, 1833 um Glaubersalz und 1841 um Stearin, Olein und Glycerin erweitert. 1847 ergänzten weitere Produkte wie Eisenvitriol und Zündhölzer die Produktpalette. Das Unternehmen erbaute eine zweite Produktionsstätte am Heilbronner Winterhafen, in den Jahren 1845 bis 1878 erfolgte die Produktion der Säure an der Neckargartacher Straße in Heilbronn. Nach Ende der Schwefelsäureproduktion 1878 firmierte das Unternehmen als Stearinkerzenfabrik Münzig & Comp. 1918 wurde die Produktion um Öl als Netz- und Emulgiermittel für die Heilbronner Papierindustrie, auch um Beizen und Leime erweitert.
Beim Luftangriff auf Heilbronn am 4. Dezember 1944 wurden die Fabrikhallen in der Bahnhofsvorstadt zerstört. Der Wiederaufbau erfolgte ab 1947 in der Salzstraße 174 in Heilbronn und die Produktion wurde um Zusatzstoffe für die Lederindustrie erweitert.
Nach dem Zweiten Weltkrieg konzentrierte sich das Unternehmen auf fünf Verkaufssparten: Lederhilfsmittel, Hilfsmittel für die Papierindustrie, Hilfsmittel für die Farben- und Lackindustrie, Hilfsmittel für die Abwasserbehandlung und Sonderprodukte für die Chemische Industrie.
Durch den Erwerb mehrerer Tochterunternehmen in Italien, Spanien, Holland, USA und China gelang es dem nach wie vor unter der Leitung der Familie Münzing agierenden Unternehmen, als Münzing Chemie GmbH ein international führender Anbieter von chemischen Additiven zu werden.
Nach der Gründerfamilie Münzing, die sich auch durch soziales Engagement auszeichnete, ist die Heilbronner Münzingstraße benannt.